# 最上義春
最上 義春（もがみ よしはる）は室町時代中期から戦国時代の出羽国の武将・大名。最上氏第5代当主。山形城城主。右京大夫。左馬助、修理大夫。

## 生涯
『寛政重修諸家譜』（寛政譜）では満家の子、『後鑑』では頼宗の子としている。母は某氏。
兄弟について、『寛政譜』は、義春、頼宗、義秋の順に記述した上で、「今の呈譜、義春をもつて頼宗が弟とす」と別記している。また、義秋は「兄義春が養子」とする。
嘉吉3年（1443年）、満家の死去に伴い跡を継ぎ最上氏第5代当主となったとされている。「最上・天童・東根氏系譜」（菊地蛮岳旧蔵）では、兄・頼宗が5代、義春は6代となっており、永享2年（1430年）、頼宗が退隠し、同年、義春が家を継いだことが記述されている。
『寛政譜』では、満家が死去した際、義春が建立した禅会寺（最上郡長瀞）に葬ったとしている。
初名は政家であったが、将軍足利義政から「義」の字を賜り、名を義春と改めた。義春以降の最上氏歴代当主は足利将軍家から「義」の偏諱を受けている。宝徳2年（1450年）5月、庄内妙味水の城を攻めたが逆に捕らえられ、7月上旬に和議が成り解放された。
寛正2年（1461年）10月と文正元年（1466年）、義政の命を受け、古河公方・足利成氏攻めに参加している。
出羽国に龍門寺を建立した。
文明6年（1474年）2月21日、死去（『寛政譜』は3月と別記している）。「山形県史蹟名勝天然紀念物調査報告」では、文明2年（1470年）3月21日死去となっている。
天直源公龍門寺、あるいは龍門寺殿天眞源公、龍門寺殿天眞源公大居士。龍門寺に葬られた。
『後鑑』は、義春の子・義秋が、文明12年（1480年）12月26日に死去したと伝えている。